# Hesionura elongata
Hesionura elongata är en ringmaskart som först beskrevs av Rowland Southern 1914.  Hesionura elongata ingår i släktet Hesionura och familjen Phyllodocidae. Arten är reproducerande i Sverige. Inga underarter finns listade i Catalogue of Life.

## Bildgalleri

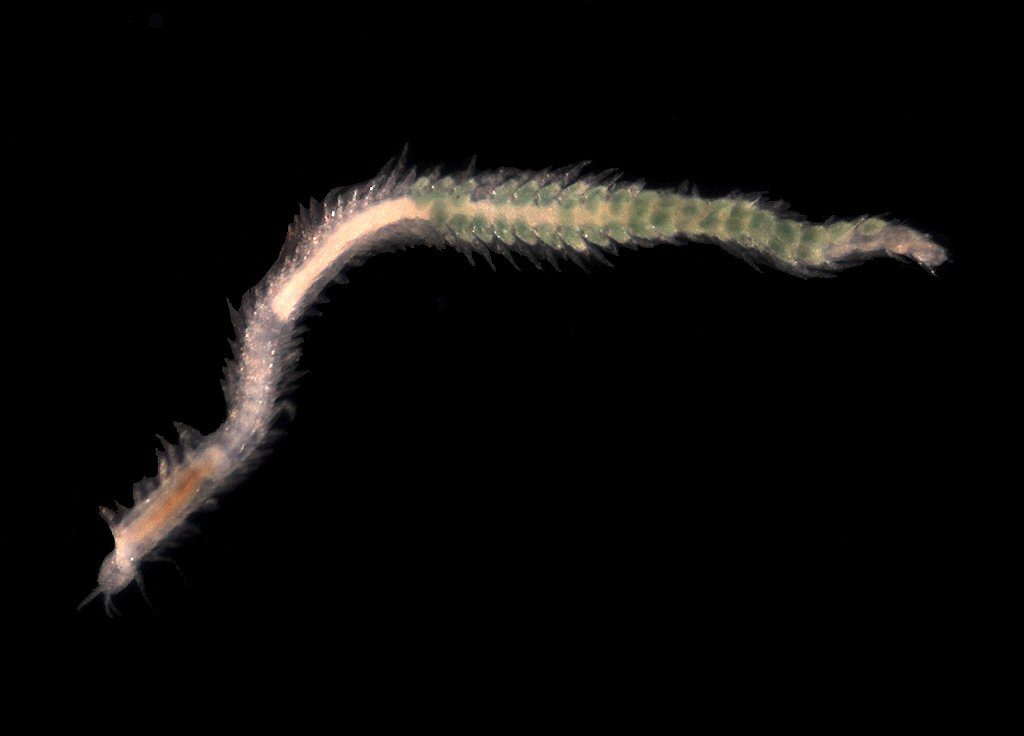